# クリーンナップ
クリーンナップ、クリーンアップ (Clean up)

## 野球におけるクリーンナップ
野球において、塁の上にいる走者を生還させることが期待される打順のことである。塁を一掃するという意味からクリーンナップと呼ばれる。
里崎智也はYouTubeに投稿した動画において、そもそもNPBのドラフトに指名されるような選手は、投手と捕手を除けばアマチュア時代から1番かクリーンナップを打っている選手が相場としており「アマチュア時代にバントするような（打順の）奴はプロには入れません!」と説明している。

### MLBにおける本来の位置付け
クリーンナップを3・4・5番の打者として位置づけるのは和製用法であり、英語では4番打者のみを指す。これは日本の多くの英和辞典にもそのように記載されている。マーティ・キーナートは3・4・5番の打者をまとめて言うのに該当する英語は「center of the order（オーダーの中心）」「heart of the order（オーダーの心臓）」「big guns of the order（オーダーの大砲達）」「meat of the order（オーダーの中身）」だと述べている。orderの部分にlineupも代用可能である。

## アニメにおけるクリーンナップ
主に日本におけるアニメーション制作において、キャラクターデザインやメカニックデザイン、そして原画などのラフな描線から整えた描線を新たな用紙へ描き起こすもしくはアニメーションソフト清書のことである。ただし、呼称はほとんどの場合「クリンナップ」と短縮されている。